# Hatley (Mississippi)
Pour les articles homonymes, voir Hatley.
Hatley est une ville américaine située dans le comté de Monroe, dans le Mississippi. Selon le recensement de 2020, sa population est de 495 habitants.